# Fred Mace
Fred Mace (Filadelfia, 22 agosto 1878 – New York, 21 febbraio 1917) è stato un attore e regista statunitense.

## Biografia
Una delle primissime star del cinema muto, al quale giunse nel 1910, sollecitato da Mack Sennett, col quale, in precedenza, già nel 1902 condivise le prime esperienze nel mondo dello spettacolo come membri, entrambi, di corali che si esibivano durante gli spettacoli di vaudeville.
Diplomatosi come "dentista", nel 1898, alla Jefferson Medical School dell'Università di Pennsylvania, Fred Mace, esercitò l'attività professionale per un paio d'anni finché, durante i lavori di un congresso della categoria, fece conoscenza con un titolare di un dispositivo di lavaggio per denti, per il quale lavorò, in seguito, come agente di vendita per due o tre mesi, dopodiché maturò la convinzione di abbandonare l'attività medica per seguire la vocazione per lo spettacolo, con grande disappunto, ovviamente, della madre alla quale sentì di promettere la riuscita nell'arco di tre anni o il ritorno, diversamente, ad una professione rispettabile.
La determinazione ed il talento gli valsero la soddisfazione di un ruolo da protagonista già nel 1904 nella commedia musicale, dopo l'esperienza delle corali, approdando al cinema nel 1910 appunto, presso la Biograph Company, chiamato da Mack Sennett e al seguito del quale si trasferì nel 1912 alla fondazione della Keystone quale primattore a fianco di Mabel Normand, Ford Sterling, Alice Davenport, interpretando tutte le produzioni del primo anno di attività e primo comandante della pattuglia dei famigerati Keystone Kops nella loro prima apparizione in The Bangville Police (1913).
Nell'aprile dello stesso anno abbandonò la Keystone per fare film con la Majestic, Gem, Apollo, case di produzioni cinematografiche, rispolverando per esse personaggi del musical che gli avevano dato celebrità, ma senza rinnovarne la fortuna, per cui, due anni dopo, sarà nuovamente con la compagnia di Sennett, ma sarà ancora un'esperienza di breve durata: nel 1916 abbandonerà nuovamente la compagnia.
Una mattina del febbraio del 1917 fu rinvenuto cadavere nella camera di un albergo di New York, apparentemente stroncato da un infarto. Fred Mace aveva 38 anni.

## Filmografia

### Attore (parziale)

#### 1909
- A Fool's Revenge, regia di David W. Griffith  (1909)

#### 1910
- The Call, regia di David W. Griffith (1910)
- A Knot in the Plot, regia di Frank Powell e David W. Griffith (1910)
- A Lucky Toothache, regia di Frank Powell (1910)

#### 1911
- The Wonderful Eye, regia di Mack Powell (1911)
- Jinks Joins the Temperance Club, regia di Mack Sennett  (1911)
- Mr. Peck Goes Calling, regia di Dell Henderson, Mack Sennett  (1911)
- The Diving Girl
- The $500 Reward
- The Villain Foiled
- The Baron, regia di Mack Sennett  (1911)
- The Village Hero
- The Lucky Horseshoe, regia di Mack Sennett  (1911)
- When Wifey Holds the Purse Strings
- A Convenient Burglar
- Her Awakening, regia di D.W. Sennett (1911)
- Too Many Burglars
- Trailing the Counterfeiter
- Josh's Suicide
- Through His Wife's Picture
- The Long Road
- Their First Divorce Case, regia di Mack Sennett  (1911)
- A Victim of Circumstances, regia di Mack Sennett (1911)
- Dooley's Scheme, regia di Mack Sennett  (1911)
- Through Darkened Vales
- Why He Gave Up
- Abe Gets Even with Father, regia di Mack Sennett  (1911)
- Caught with the Goods, regia di Mack Sennett  (1911)
- A Mix-up in Raincoats

#### 1912
- The Joke on the Joker, regia di Mack Sennett (1912)
- Brave and Bold, regia di Mack Sennett (1912)
- With a Kodak (1912)
- A Near-Tragedy  (1912)
- Got a Match, regia di Mack Sennett (1912)
- The Engagement Ring, regia di Mack Sennett (1912)
- A Spanish Dilemma, regia di Mack Sennett (1912)
- Hot Stuff, regia di Mack Sennett (1912)
- A Voice from the Deep regia di Mack Sennett (1912)
- Those Hicksville Boys regia di Mack Sennett (1912)
- Their First Kidnapping Case regia di Mack Sennett (1912)
- Help! Help!, regia di Mack Sennett e Dell Henderson (1912)
- The Brave Hunter, regia di Mack Sennett (1912)
- The Leading Man, regia di Mack Sennett (1912)
- The Fickle Spaniard, regia di Dell Henderson e Mack Sennett (1912)
- When the Fire-Bells Rang, regia di Mack Sennett (1912)
- Helen's Marriage, regia di Mack Sennett (1912)
- A Close Call, regia di Mack Sennett (1912)
- Algy the Watchman, regia di Henry Lehrman (1912)
- Neighbors, regia di Mack Sennett (1912)
- Katchem Kate, regia di Mack Sennett (1912)
- A Dash Through the Clouds, regia di Mack Sennett (1912)
- One Round O'Brien, regia di Mack Sennett (1912)
- The Speed Demon, regia di Mack Sennett (1912)
- His Own Fault, regia di Mack Sennett (1912)
- The Would-Be Shriner, regia di Mack Sennett (1912)
- Lem's Hot Chocolate
- Cohen Collects a Debt, regia di Mack Sennett  (1912)
- Lie Not to Your Wife
- The New Neighbor, regia di Mack Sennett  (1912)
- Riley and Schultz, regia di Mack Sennett  (1912)
- The Beating He Needed, regia di Mack Sennett  (1912)
- Pedro's Dilemma, regia di Mack Sennett  (1912)
- Stolen Glory, regia di Mack Sennett  (1912)
- The Postman (1912)
- The Flirting Husband, regia di Mack Sennett (1912)
- Ambitious Butler, regia di Mack Sennett  (1912)
- Mabel's Lovers, regia di Mack Sennett  (1912)
- At It Again, regia di Mack Sennett (1912)
- The Deacon's Troubles
- A Temperamental Husband
- The Rivals
- Mr. Fix-It, regia di Mack Sennett (1912)
- A Desperate Lover
- A Bear Escape
- Pat's Day Off
- Brown's Seance
- A Midnight Elopement
- A Family Mixup
- Mabel's Adventures, regia di Mack Sennett (1912)
- The Drummer's Vacation
- Hoffmeyer's Legacy, regia di Mack Sennett (1912)
- A Widow's Wiles
- Mabel's Stratagem

#### 1913
- Saving Mabel's Dad, regia di Mack Sennett  (1913)
- A Double Wedding, regia di Mack Sennett (1913)
- The Cure That Failed, regia di Mack Sennett (1913)
- The Elite Ball, regia di Mack Sennett (1913)
- Just Brown's Luck, regia di Mack Sennett (1913)
- The Battle of Who Run, regia di Mack Sennett (1913)
- The Stolen Purse, regia di Mack Sennett (1913)
- The Jealous Waiter
- Mabel's Heroes
- Her Birthday Present
- Heinze's Resurrection
- Forced Bravery
- A Landlord's Troubles
- The Professor's Daughter
- A Red Hot Romance
- A Doctored Affair
- The Sleuth's Last Stand
- A Deaf Burglar
- The Sleuths at the Floral Parade
- The Rural Third Degree
- Foiling Fickle Father
- The Rube and the Baron
- A Wife Wanted
- Jenny's Pearls
- At Twelve O'Clock, regia di Mack Sennett (1913)
- Her New Beau
- Those Good Old Days, regia di Mack Sennett (1913)
- The Grey Sentinel, regia di Burton L. King (1913)
- Father's Choice, regia di Arthur Hotaling (1913)
- A Game of Poker
- Murphy's I.O.U., regia di Henry Lehrman (1913)
- A Dollar Did It
- Cupid in a Dental Parlor
- The Bangville Police
- Algy on the Force
- The Darktown Belle
- Hubby's Job
- The Foreman of the Jury
- The Gangsters
- Mimosa's Sweetheart
- The Tongue Mark
- The Tale of a Black Eye,  (1913)
- One Round O'Brien Comes Back
- Gaffney's Gladiator
- A Japanese Courtship
- His Way of Winning Her
- Gold Creek Mining
- A Devilish Doctor
- The Doctor's Ruse
- A Horse on Fred
- One Round O'Brien's Flirtation
- The Turkish Bath
- Old Moddington's Daughters
- Love Me, Love My Dog
- The Baseball Umpire
- Fred's Trained Nurse
- The Speed Bear
- The Rube Boss
- Anne of the Trails  (1913)
- Schnitz the Tailor  (1913)
- Ketchem and Killem
- One Round O'Brien Comes East
- His Nobs the Plumber
- Teddy Loosebelt from Africa
- Fred's Waterloo
- The Mexican Sleep Producer
- Fred Goes in for Horses
- Fred's I.O.U.
- The Fresh Freshman

#### 1914
- The Tale of a Shirt  (1914)
- An Accidental Baby (1914)
- Too Many Brides
- One Round O'Brien in the Ring Again
- The Black Hand Conspiracy
- Up in the Air Over Sadie
- Village School Days
- Rafferty's Raffle
- Dad's Terrible Match
- A Parcel Post Auto
- The Battle of Chili and Beans
- Apollo Fred Sees the Point  (1914)
- Some Bull's Daughter
- Charlot e Mabel (Mabel at the Wheel)  (1914)
- Up and Down,  (1914)
- Apollo Fred Becomes a Homeseeker
- The Cheese of Police
- Very Much Alive
- A Pair of Queens

#### 1915
- What Happened to Jones  (1915)
- My Valet (1915)
- A Janitor's Wife's Temptations  (1915)
- Crooked to the End (1915)

#### 1916
- Love Will Conquer
- The Village Vampire  (1916)
- An Oily Scoundrel  (1916)
- Bath Tub Perils (1916)
- The Love Comet
- A Lover's Might
- His Last Scent (1916)

### Regista
- Brown's Seance (1912)
- Without Hope (1914)
- A Puritan Conscience
- What Happened to Jones (1915)

### Sceneggiatore
- The Bite of a Snake, regia di Dell Henderson  (1913)